# Olympische Sommerspiele 1968/Leichtathletik – Hochsprung (Frauen)

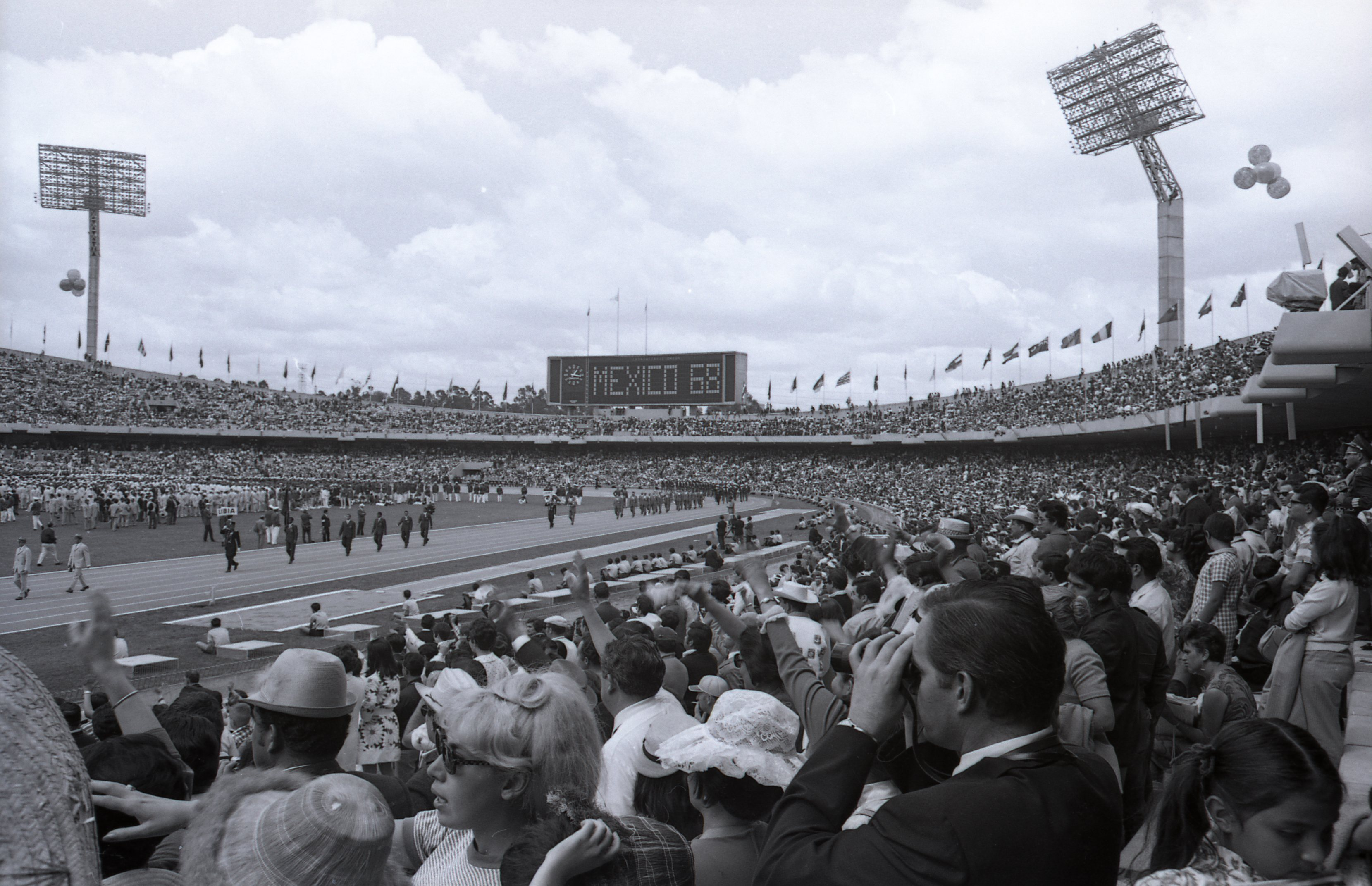
Das Olympiastadion während der Eröffnungsfeier 1968

Der Hochsprung der Frauen bei den Olympischen Spielen 1968 in Mexiko-Stadt wurde am 16. und 17. Oktober 1968 im Estadio Olímpico Universitario ausgetragen. 24 Athletinnen nahmen teil.
Olympiasiegerin wurde die Tschechoslowakin Milena Rezková. Sie gewann vor Antonina Lasarewa und Walentyna Kosyr, beide aus der Sowjetunion.
Für die DDR – offiziell Ostdeutschland – starteten Rita Schmidt, spätere Rita Kirst, und Karin Schulze. Beide qualifizierten sich für das Finale, in dem Schmidt Platz fünf und Schulze Platz sieben erreichte.

Auch die Österreicherin Ilona Gusenbauer erreichte das Finale und wurde dort Achte.

Hochspringerinnen aus der Bundesrepublik Deutschland, der Schweiz und Liechtenstein nahmen nicht teil.

## Bestehende Rekorde
| Weltrekord         | 1,91 m | Iolanda Balaș ( Rumänien) | Sofia, Bulgarien       | 16. Juli 1961    |
| Olympischer Rekord | 1,90 m | Iolanda Balaș ( Rumänien) | Finale OS Tokio, Japan | 15. Oktober 1964 |

Der bestehende olympischen Rekord blieb bei diesen Spielen unangetastet.

## Durchführung des Wettbewerbs
24 Springerinnen traten am 16. Oktober in zwei Gruppen zu einer Qualifikationsrunde an. Vierzehn von ihnen meisterten die Qualifikationshöhe für den direkten Finaleinzug von 1,74 m. Damit war die Mindestanzahl von zwölf Finalteilnehmerinnen übertroffen. Die qualifizierten Athletinnen bestritten am 17. Oktober das Finale.

## Zeitplan
16. Oktober, 10;00 Uhr: Qualifikation

17. Oktober, 15:00 Uhr: Finale
Anmerkung: Alle Zeiten sind in Ortszeit Mexiko-Stadt (UTC −6) angegeben.

## Legende
Kurze Übersicht zur Bedeutung der Symbolik – so üblicherweise auch in sonstigen Veröffentlichungen verwendet:
| – | verzichtet   |
| o | übersprungen |
| x | ungültig     |

## Qualifikation
Datum: 16. Oktober 1968, ab 10:00 Uhr

### Gruppe A
| Platz | Name                | Nation           | 1,50 m | 1,55 m | 1,60 m | 1,65 m | 1,68 m | 1,71 m | 1,74 m | Höhe   |
| ----- | ------------------- | ---------------- | ------ | ------ | ------ | ------ | ------ | ------ | ------ | ------ |
| 1     | Jaroslava Valentová | Tschechoslowakei | –      | –      | –      | o      | –      | o      | o      | 1,74 m |
| 2     | Ilona Gusenbauer    | Österreich       | –      | –      | –      | o      | o      | o      | o      | 1,74 m |
| 2     | Karin Schulze       | DDR              | –      | –      | –      | o      | o      | o      | o      | 1,74 m |
| 2     | Rita Schmidt        | DDR              | –      | –      | –      | o      | o      | o      | o      | 1,74 m |
| 5     | Walentyna Kosyr     | Sowjetunion      | –      | –      | o      | o      | o      | o      | o      | 1,74 m |
| 6     | Mária Faithová      | Tschechoslowakei | –      | –      | o      | o      | o      | xo     | o      | 1,74 m |
| 7     | Antonina Lasarewa   | Sowjetunion      | –      | –      | –      | o      | –      | o      | xo     | 1,74 m |
| 8     | Wera Gruschkina     | Sowjetunion      | –      | –      | o      | o      | o      | o      | xo     | 1,74 m |
| 8     | Milena Rezková      | Tschechoslowakei | –      | –      | o      | o      | o      | o      | xo     | 1,74 m |
| 10    | Jordanka Blagoewa   | Bulgarien        | –      | –      | o      | xo     | o      | xxx    |        | 1,68 m |
| 11    | Eleanor Montgomery  | USA              | –      | –      | –      | xxo    | o      | xxx    |        | 1,68 m |
| 12    | Virginia Bonci      | Rumänien         | –      | o      | o      | o      | –      | xxx    |        | 1,65 m |
| DNS   | Patsy Calender      | Barbados         |        |        |        |        |        |        |        |        |

### Gruppe B
| Platz | Name                | Nation         | 1,50 m | 1,55 m | 1,60 m | 1,65 m | 1,68 m | 1,71 m | 1,74 m | Höhe   |
| ----- | ------------------- | -------------- | ------ | ------ | ------ | ------ | ------ | ------ | ------ | ------ |
| 1     | Barbara Inkpen      | Großbritannien | –      | –      | –      | xo     | o      | xo     | o      | 1,74 m |
| 2     | Maria Cipriano      | Brasilien      | –      | –      | o      | o      | o      | o      | xo     | 1,74 m |
| 3     | Ghislaine Barnay    | Frankreich     | –      | –      | –      | o      | o      | xxo    | xo     | 1,74 m |
| 4     | Snežana Hrepevnik   | Jugoslawien    | –      | –      | o      | o      | xo     | o      | xxo    | 1,74 m |
| 4     | Magdolna Komka      | Ungarn         | –      | –      | o      | o      | xo     | o      | xxo    | 1,74 m |
| 6     | Audrey Reid         | Jamaika        | o      | o      | o      | o      | xxo    | xo     | xxx    | 1,71 m |
| 7     | Nicole Denise       | Frankreich     | –      | –      | –      | o      | o      | xxx    |        | 1,68 m |
| 8     | Katja Lassowa       | Bulgarien      | –      | o      | o      | xo     | o      | xxx    |        | 1,68 m |
| 9     | Dorothy Shirley     | Großbritannien | –      | o      | o      | o      | xxo    | xxx    |        | 1,68 m |
| 10    | Sharon Callahan     | USA            | o      | xo     | o      | xxx    |        |        |        | 1,60 m |
| 11    | Anne Lise Wærness   | Norwegen       | o      | o      | xo     | xxx    |        |        |        | 1,60 m |
| NM    | Estelle Baskerville | USA            | –      | –      | xxx    |        |        |        |        | ogV    |
| DNS   | Sandra Johnson      | Costa Rica     |        |        |        |        |        |        |        |        |
| DNS   | Lolita Lagrosas     | Philippinen    |        |        |        |        |        |        |        |        |

## Finale
Datum: 17. Oktober 1968, 15:00 Uhr
| Platz | Name                | Nation           | 1,55 m | 1,60 m | 1,65 m | 1,68 m | 1,71 m | 1,74 m | 1,76 m | 1,78 m | 1,80 m | 1,82 m | 1,84 m | Endresultat |
| ----- | ------------------- | ---------------- | ------ | ------ | ------ | ------ | ------ | ------ | ------ | ------ | ------ | ------ | ------ | ----------- |
| 1     | Milena Rezková      | Tschechoslowakei | –      | –      | o      | –      | xo     | xo     | xo     | o      | o      | xxo    | xxx    | 1,82 m      |
| 2     | Antonina Lasarewa   | Sowjetunion      | –      | –      | –      | o      | –      | o      | –      | xo     | o      | xxx    |        | 1,80 m      |
| 3     | Walentyna Kosyr     | Sowjetunion      | –      | –      | o      | o      | o      | o      | o      | xo     | xxo    | xxx    |        | 1,80 m      |
| 4     | Jaroslava Valentová | Tschechoslowakei | –      | –      | o      | –      | o      | –      | xo     | o      | xxx    |        |        | 1,78 m      |
| 5     | Rita Schmidt        | DDR              | –      | –      | o      | –      | o      | xxo    | o      | xo     | xxx    |        |        | 1,78 m      |
| 6     | Mária Faithová      | Tschechoslowakei | –      | –      | xo     | –      | o      | xo     | o      | xxo    | xxx    |        |        | 1,78 m      |
| 7     | Karin Schulze       | DDR              | –      | –      | o      | –      | xo     | o      | o      | xxx    |        |        |        | 1,76 m      |
| 8     | Ilona Gusenbauer    | Österreich       | –      | –      | –      | o      | xo     | o      | xo     | xxx    |        |        |        | 1,76 m      |
| 9     | Ghislaine Barnay    | Frankreich       | –      | –      | o      | o      | o      | xxx    |        |        |        |        |        | 1,71 m      |
| 9     | Magdolna Komka      | Ungarn           | –      | –      | o      | o      | o      | xxx    |        |        |        |        |        | 1,71 m      |
| 11    | Maria Cipriano      | Brasilien        | –      | o      | o      | o      | xxo    | xxx    |        |        |        |        |        | 1,71 m      |
| 12    | Wera Gruschkina     | Sowjetunion      | –      | –      | o      | xo     | xxo    | xxx    |        |        |        |        |        | 1,71 m      |
| 13    | Barbara Inkpen      | Großbritannien   | –      | –      | o      | o      | xxx    |        |        |        |        |        |        | 1,68 m      |
| 14    | Snežana Hrepevnik   | Jugoslawien      | –      | –      | xo     | xo     | xxx    |        |        |        |        |        |        | 1,68 m      |

Nach dem Rücktritt der Rumänin Iolanda Balaș, die den Hochsprung zehn Jahre lang dominiert hatte, gab es eine völlig neue Situation. Als Favoritin trat in Mexiko-Stadt die DDR-Springerin Rita Schmidt an. Sie hatte sich bis auf 1,87 m gesteigert und lag damit nur noch vier Zentimeter unter dem Weltrekord der Rumänin.
Vierzehn Springerinnen hatten die Qualifikation erfolgreich überstanden. Im Finale waren nach dem Springen über 1,76 m noch acht Athletinnen im Rennen. Dabei lag aufgrund der Fehlversuchsregel Walentyna Kosyr aus der UdSSR in Führung. Bei 1,78 m scheiterten die Österreicherin Ilona Gusenbauer und Karin Schulze, DDR. Die Höhe von 1,80 m wurde von den beiden Tschechoslowakinnen Mária Faihtová und Jaroslava Valentová sowie überraschend auch von Rita Schmidt dreimal gerissen.
Damit waren jetzt nur noch drei Athletinnen im Wettbewerb, die die Medaillen unter sich verteilten. Die beiden sowjetischen Athletinnen Kosyr und Lasarewa scheiterten an 1,82 m. Antonina Lasarewa gewann auf Grund weniger Fehlversuche Silber, Bronze ging an Walentyna Kosyr. Die Tschechoslowakin Milena Rezková übersprang 1,80 m im ersten und 1,82 m im zweiten Versuch, ehe sie an 1,84 m scheiterte. Damit hatte sie die Goldmedaille gewonnen. Iolanda Balaș’ Rekorde blieben bei diesen Spielen noch komplett unangetastet.
Milena Rezková war die erste tschechoslowakische Olympiasiegerin im Hochsprung.

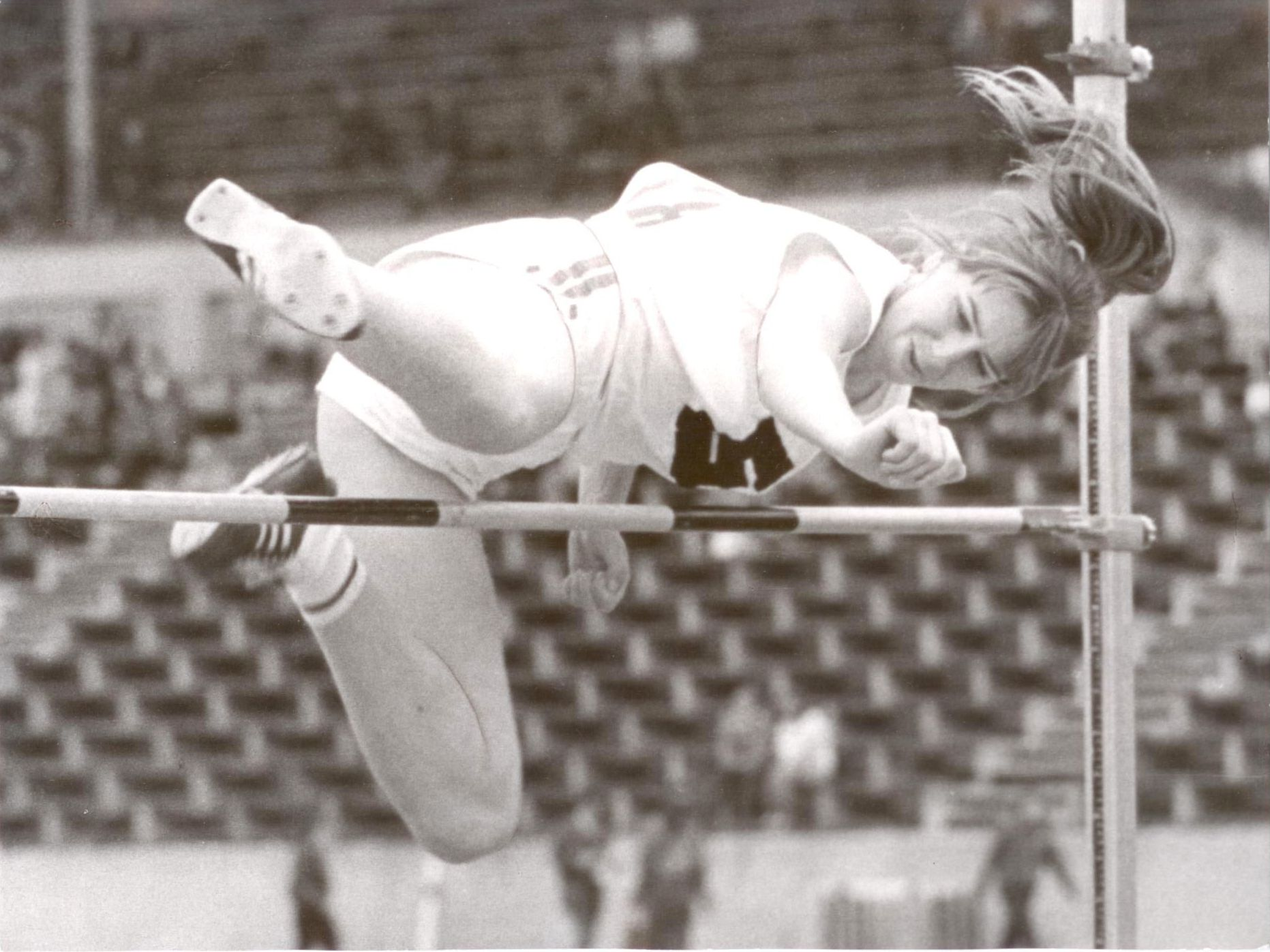
Jaroslava Valentová kam auf den vierten Platz
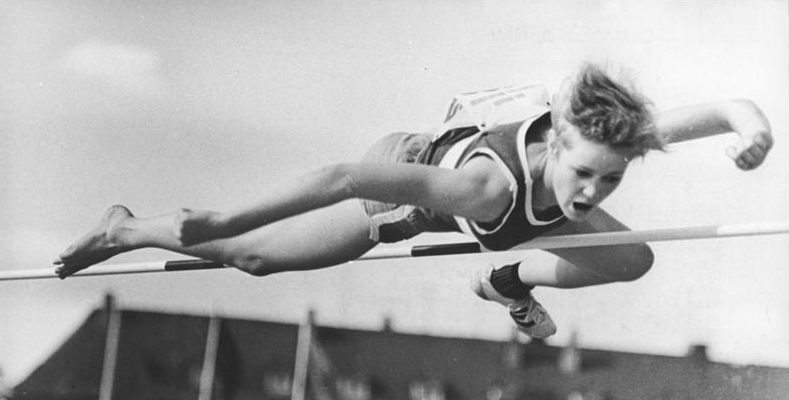
Mitfavoritin Rita Schmidt, spätere Rita Kirst, belegte Rang fünf
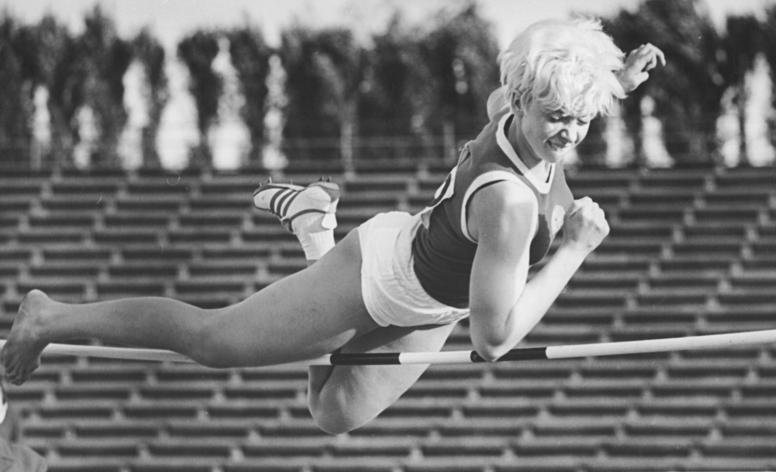
Karin Schulze erreichte Platz sieben
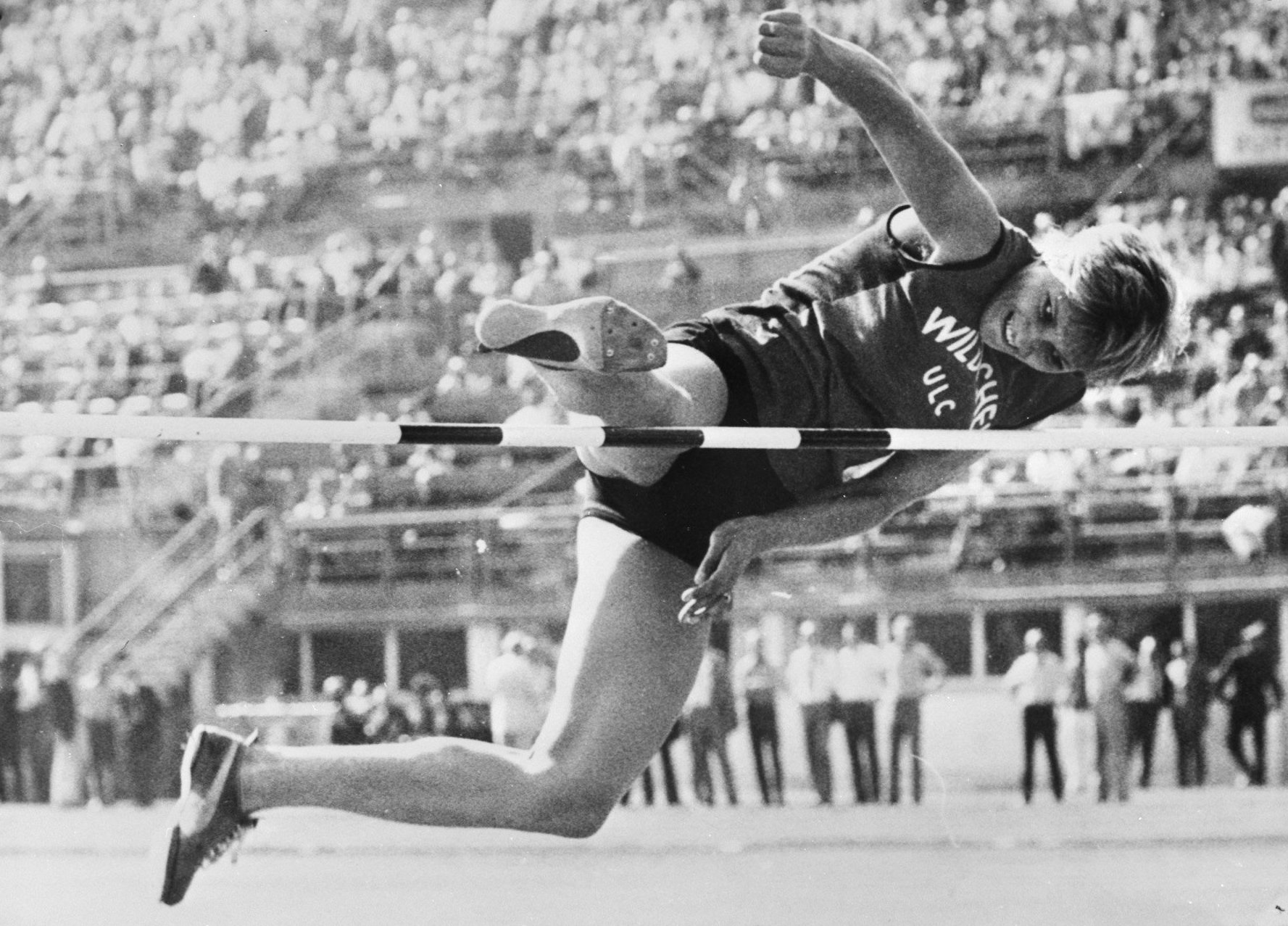
Die spätere Weltrekordlerin und Europameisterin von 1971 Ilona Gusenbauer wurde Achte

## Video
- In memory of Miloslava Rezková, youtube.com, abgerufen am 10. November 2017